# Грбови рејона Сјеверне Осетије
Грбови рејона Сјеверне Осетије обухвата галерију грбова административних јединица руске федералне републике Сјеверне Осетије, са статусом градских округа и рејона, те њихове историјске грбове (уколико их има).
Већина грбова настала је након проглашење Републике Сјеверне Осетије 1992. године.

## Грбови рејона и округа
- Грб округа 
 Владикавказ
- Грб рејона 
 Алагирски
- Грб рејона 
 Ардонски
- Грб рејона 
 Дигорски
- Грб рејона 
 Ирафски
- Грб рејона 
 Кировски
- Грб рејона 
 Моздошки
- Грб рејона 
 Правобережи
- Грб рејона 
 Пригородни